# فرودگاه بین‌المللی پلتسبورگ
 فرودگاه بین‌المللی پلتسبورگ (به انگلیسی: Plattsburgh International Airport) یک فرودگاه همگانی با کد یاتا PBG است که یک باند فرود بتن دارد و طول باند آن ۳۵۸۴ متر است. این فرودگاه در کشور ایالات متحده آمریکا قرار دارد و در ارتفاع ۷۱٫۳ متری از سطح دریا واقع شده است.